# Diane (musique)
Pour les articles homonymes, voir Diane.
La diane (du latin dies, jour) désignait dans le langage militaire ancien, la batterie de tambour ou la sonnerie de clairon qui annonçait le réveil.

## Historique
L’origine de la diane est ancienne et remonte à l'Antiquité : le signal de la diane était donné tous les matins dans le camp romain. Ce nom, emprunté à la mythologie, fut mis en usage en France par l’armée de mer, et appliqué à une batterie de caisse qui s’exécutait au point du jour. La langue de la cavalerie se servit, dans le même sens, du terme de « réveille-matin ». Avant d’être usitée dans le service des camps, la diane le fut dans le service des garnisons sur terre et des garnisons de bord. Dans la marine, elle fut, primitivement, le réveil des hommes embarqués. 
L’ordonnance de 1665 mentionne la diane : en certaines villes, à défaut de cloches d’ouverture, on avait recours à ce bruit de caisse. Dans les forteresses où le beffroi sonnait le point du jour, les tambours de garde montaient à ce signal sur le haut du parapet et y battaient la diane. Les sergents de garde éveillaient leurs hommes, visitaient le rempart, questionnaient leurs sentinelles et jetaient les yeux sur le dehors ; les postes se mettaient sous les armes ; les portes s’ouvraient, et les voyageurs ou passagers pouvaient librement entrer dans la ville. Depuis le règlement du service des camps par des ordonnances étudiées, la consigne de la garde du camp prescrivit au tambour de cette garde de battre la diane, en se conformant aux batteries du tambour qui était à sa droite, et qui commençait lui-même à battre au signal d’un coup de canon. Au bruit de la diane, l’infanterie campée se mettait sous les armes  ; les découvertes sortaient, et l’on ne rompait les rangs qu’à leur retour, qui avait lieu au grand jour. On ne rendait pas d’honneurs militaires avant la diane.
Autrefois, dans les armées assiégeantes, le feu ne recommençait, selon quelques auteurs, qu’après que l’infanterie de la tranchée avait battu la diane. Il existait également une batterie de caisse analogue à la diane quant au rythme, mais différente quant à l’objet, qui s’appelait : « les marionnettes ». En route et dans les gîtes, les troupes de passage ne battaient pas de diane journalière. Le tambour de la garde de police devait, en vertu du règlement de 1816, exécuter un rappel en guise de diane, mais le même règlement exigeait que, dans les gîtes où la diane était battue par des troupes en résidence, le tambour-major commandât, la veille, les tambours qui devaient exécuter cette batterie en même temps que ceux de la garnison ; c’était le signal du départ du piquet de logement. Les aubades données par des tambours et des musiques commençaient par quelques reprises de la diane, qui étaient comme les ouvertures des fanfares. L’ordonnance de 1768 nommait la diane de la cavalerie « fanfare », mais elle était plus communément appelée « réveil-matin », d’où la confusion de l’ordonnance de 1831 entre la diane et le réveil.
À bord des grands bâtiments de l’État, la diane était un appel fait à bruit de caisse pour annoncer l’ouverture des travaux au point du jour. Le coup de canon de diane était tiré à l’avant-garde des ports militaires, ou sur le navire commandant de la rade, pour indiquer l’instant qui séparait le repos de la nuit des travaux du jour.
La musique traditionnelle du comté de Nice a conservé la trace de quelques-unes de ces sonneries, réemployées, dans un registre religieux, à l’occasion de certains offices.
Ce terme est encore utilisé dans l’armée suisse oú l'on réveille le soldat en annonçant dans les chambrées « Diane debout ».

## Sources
- William Duckett, Dictionnaire de la conversation et de la lecture inventaire, vol. 7, Paris, Michel Lévy frères, 1854, p. 546.